# Orphelins du VIH/sida

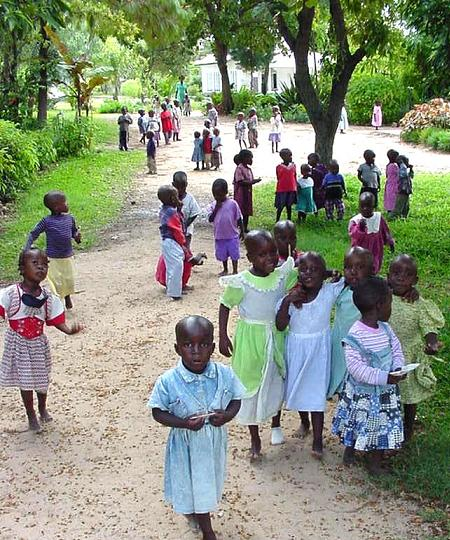
Orphelins du SIDA au Zimbabwe

On appelle "orphelin du SIDA"  un enfant devenu orphelin parce qu'un ou deux de ses parents est (sont) mort(s) du SIDA.
Le SIDA touchant surtout les personnes sexuellement actives, il tue souvent des personnes qui sont les principaux salariés de leur famille. Il en résulte que les orphelins du SIDA dépendent souvent fortement ou totalement de l'État pour les soins et le soutien financier, en particulier en Afrique. On estimait en 2007 que plus de quatorze millions d'enfant ans le monde avaient déjà perdu au moins un de leurs parents du fait du sida}} et en Afrique subsaharienne, plus qu'ailleurs ces orphelins « sont exposés à la faim, la violence, l’exploitation et l’absence de scolarisation, ce qui accroît, en retour, leur vulnérabilité vis-à-vis du VIH ».
La vulnérabilité de ces futurs orphelins commence avant le décès de leurs parents. « Songeons à la manière dont des enfants peuvent vivre la souffrance, l’évolution de l’état et parfois la déchéance de leurs parents, dont ils assument souvent les soins, souvent seuls. Bien entendu, il faut ajouter à cela les difficultés économiques dues à la perte d’un travail. Des enfants prennent alors le relais de leur père ou de leur mère, ce qui entraîne l’abandon provisoire ou définitif de l’école : au Kenya, 52 % des enfants orphelins du sida ont quitté l’école, contre 2 % d’enfants qui ne le sont pas ».

## Eléments plus précis de définitions
Dans les statistiques du Programme commun des Nations Unies sur le VIH/SIDA (ONUSIDA), de l'Organisation mondiale de la santé (OMS) et du Fonds des Nations Unies pour l'enfance (UNICEF), ce terme (AIDS orphan pour les anglophones) est utilisé pour désigner tout enfant dont la mère est décédée des suites du SIDA avant le 15ème anniversaire de l'enfant (que le père soit ou non encore en vie). 

## Statistiques
À la suite de la définition de l'ONU, une étude a estimé que 80 % de tous les orphelins du SIDA ont encore un parent vivant.
En 2001, il y avait encore 70 000 nouveaux orphelins du SIDA par an.
Sida pédiatrique: Une partie des orphelins du Sida sont eux-mêmes porteurs du VIH (vers 2008, 91 % des nouvelles infections pédiatriques déclarées surviennent en Afrique subsaharienne selon Onusida (2009), soit  près de 390 000 enfants nouvellement infectés en 2008. Et seuls 35 % des 640 000 enfants séropositifs éligibles avaient accès au traitement antirétroviral).
IL a été estimé qu'il y avait 12 millions d’orphelins du sida en Afrique subsaharienne vers 2005, avec un nombre alors attendu de 18 millions en 2010.
À partir du début de l’épidémie, en un quart de siècle, environ 60 millions de personnes ont été infectées par le VIH dans le monde (dont 20 millions en sont morts), laissant plus de 20 millions  d’« orphelins du sida » en Afrique où l'épidémie reste hors de contrôle dans de nombreux pays, faute d'accès suffisant aux antirétroviraux.

## Géographie
En 2005, le plus grand nombre d'orphelins du SIDA (en pourcentage de tous les orphelins) se trouvait au Zimbabwe.
En 2007, le plus grand nombre d'orphelins vivants du SIDA  était en Afrique du Sud  (même en tenant compte du fait que la définition d' "orphelin du SIDA" dans les statistiques sud-africaines inclut tous les enfants, jusqu'à l'âge de 18 ans, ayant perdu l'un ou l'autre de leurs parents biologiques). 

#### Les négationnistes
- Contestation de la responsabilité du VIH dans le sida

#### Le sida dans le monde
- en Afrique, en Asie, au Moyen-Orient, en Europe, au Canada, sida aux États-Unis, en Amérique du Sud.